# Saison 1 des Tortues Ninja
Chronologie
Saison 2
Cet article présente les épisodes de la première saison de la série télévisée d'animation américaine Les Tortues Ninja diffusée du 29 septembre 2012 au 8 août 2018 sur Nickelodeon.
En France, la première saison est diffusée du 1er octobre 2012 au 21 octobre 2013 sur Nickelodeon France puis rediffusée sur France 3 et France 4.

## Épisodes
| № | #  | Titre français / (Titre original)                                              | Réalisation                             | Scénario                          | Première diffusion | Première diffusion | Audiences |
| --- | -- | ------------------------------------------------------------------------------ | --------------------------------------- | --------------------------------- | ------------------ | ------------------ | --------- |
| 1 | 1  | L'apparition des Tortues, Partie 1 (Rise of The Turtles, Part 1)               | Michael Chang et Alan Wan               | Joshua Sternin et J.R. Ventimilia | 29 septembre 2012  | 1 octobre 2012     | 3,92      |
| Après 15 ans passés dans les égouts, 4 Tortues Ninja (Leonardo, Donatello, Michelangelo et Raphaël) obtiennent l'autorisation de leur Seinsei et père adoptif, Maître Splinter le rat (Alias Hamato Yoshi) d'effectuer leur première virée à la surface. Hélas, à peine arrivés, ils assistent à l'enlèvement d'une jeune fille, April O'Neil, et de son père par des hommes étranges, que Mickey croit habités par des cerveaux poulpes baveux. Donatello convainc les autres de se porter à leur secours."                                            |    |                                                                                |                                         |                                   |                    |                    |           |
| 2 | 2  | L'apparition des Tortues, Partie 2 (Rise of The Turtles, Part 2)               | Michael Chang et Alan Wan               | Joshua Sternin et J.R. Ventimilia | 29 septembre 2012  | 1 octobre 2012     | 3,92      |
| Après un interrogatoire musclé avec l'un des mercenaires engagés par les ravisseurs, les Tortues lancent un assaut contre une vieille prison abandonnée. Au cours de la bataille, les hommes étranges se révèlent être des « Kraangs », une race de poulpe extraterrestre aux technologies avancées, et le mercenaire, entrant en contact avec du mutagène, se métamorphose en Snake-l'Herbe (Surnom donné par Mikey). Pendant ce temps, au Japon, un vieil ennemi d'Hamato Yoshi, sous le nom de Shredder, apprend que son rival est toujours en vie." |    |                                                                                |                                         |                                   |                    |                    |           |
| 3 | 3  | Caractère de tortue (Turtle Temper)                                            | Alan Wan                                | Jeremy Shipp                      | 6 octobre 2012     | 8 octobre 2012     | 3,25      |
| Lors d'un combat avec les Kraangs, Raph perd son sang-froid quand il est insulté par un homme nommé Vic, qui a filmé les Tortues et menace de les exposer au monde. Par sa faute, Vic se fait enlever par le Kraangs. Les choses se compliquent encore lorsque les Tortues tentent de le sauver pour récupérer l'enregistrement.'. |    |                                                                                |                                         |                                   |                    |                    |           |
| 4 | 4  | Nouvel ami, vieil ennemi (New Friend, Old Enemy)                               | Juan Jose Meza-Leon                     | Joshua Hamilton                   | 13 octobre 2012    | 15 octobre 2012    | 2,80      |
| Pour prouver que les tortues peuvent être amis avec les humains, Mikey utilise un site de réseau social pour se lier d'amitié avec Chris Bradford, un célèbre sportif spécialiste des arts martiaux, qui est secrètement un haut lieutenant de Shredder. |    |                                                                                |                                         |                                   |                    |                    |           |
| 5 | 5  | Je crois qu'il s'appelle Baxter Stockman (I Think His Name is Baxter Stockman) | Michael Chang et Ciro Nieli             | Joshua Sternin et J.R. Ventimilia | 20 octobre 2012    | 22 octobre 2012    | 3,40      |
| Les Tortues sont privés de sortie pendant une semaine par Splinter car Mikey faisait du skate dans la tanière. Lorsque les tortues se faufilent discrètement à l’extérieur en désobéissant à Splinter, ils se battent contre Baxter Stockman qui prévoit une vengeance contre la société qui l'a licencié. |    |                                                                                |                                         |                                   |                    |                    |           |
| 6 | 6  | Tête d'acier (Metalhead)                                                       | Juan Jose Meza-Leon                     | Tom Alvarado                      | 27 octobre 2012    | 29 octobre 2012    | 3,61      |
| Lassé d'utiliser un simple bâton en bois pour lutter contre la technologie très avancée des Kraangs, Donnie crée Tête d'acier (une tortue robot télécommandée conçue à partir des restes d'un robot Kraang) pour combattre à sa place. Hélas, pendant le combat un Kraang prend le contrôle de Tête d'acier et Donnie doit trouver un moyen d'arrêter son invention. |    |                                                                                |                                         |                                   |                    |                    |           |
| 7 | 7  | Malin comme un singe (Monkey Brains)                                           | Alan Wan                                | Russ Carney et Ron Corcillo       | 3 novembre 2012    | 5 novembre 2012    | 3,69,     |
| Après avoir fait équipe pour enquêter sur la disparition d'un scientifique local nommé Tyler Rockwell, April et Donnie rencontrent un singe mutant possédant des pouvoirs psychiques. Ils en viennent à réaliser que le collègue de Rockwell, le Dr Victor Falco, sait plus de choses sur sa disparition qu'il ne veut l'avouer. |    |                                                                                |                                         |                                   |                    |                    |           |
| 8 | 8  | Xever la Menace (Never Say Xever)                                              | Michael Chang                           | Kenny Byerly                      | 10 novembre 2012   | 12 novembre 2012   | 2,92      |
| Après un combat avec les Dragons pourpres (une bande de malfrats locale) dans la boutique de M. Murakami où Leo laisse partir leur chef, il craint que son acte de miséricorde ne vienne le hanter. Pendant ce temps, Chris Bradford et Xever reviennent au restaurant et ont pris en otage M. Murakami avec l'aide des Dragons pourpres. |    |                                                                                |                                         |                                   |                    |                    |           |
| 9 | 9  | Le défi (The Gauntlet)                                                         | Juan Jose Meza-Leon                     | Joshua Sternin et J.R. Ventimilia | 17 novembre 2012   | 19 novembre 2012   | 2,90      |
| Après qu'April ait reçu un message de son père apporté par un pigeon mutant nommé Pete, elle et les tortues se lancent dans une mission pour le sauver et empêcher les Kraangs de faire exploser une bombe de mutagène dans la ville. Mais les Tortues seront elles prêtes pour une rencontre impromptue avec Shredder en personne ? |    |                                                                                |                                         |                                   |                    |                    |           |
| 10 | 10 | Panique dans les égouts (Panic in the Sewers)                                  | Alan Wan                                | Jeremy Shipp                      | 24 novembre 2012   | 26 novembre 2012   | 2,92      |
| Après un cauchemar ou il voit Shredder vaincre les tortues, Splinter décide qu'elles ne sortiront plus tant qu'elles ne seront pas prêtes. Elles devront s’entraîner 7j/7 et 24h/24. Mais les Tortues devront bientôt défendre leur maison contre Shredder et Dogpound qui ont pour projet de détruire les égouts avec de l'acide chlorosulfonique (un produit chimique extrêmement dangereux qui réagit violemment à l'eau). |    |                                                                                |                                         |                                   |                    |                    |           |
| 11 | 11 | L'attaque des mascottes (Mousers Attack !)                                     | Michael Chang                           | Kenny Byerly                      | 8 décembre 2012    | 3 décembre 2012    | 3,37      |
| Sous la menace simultanée des dragons pourpres et des mascottes mécaniques de Baxter Stockman, les tortues sont forcées de se scinder en deux groupes. Donnie et Mikey sont déterminés à prouver que leur équipe "l'Equipe des remplaçants" est aussi bonne que celle de Leo et Raph. |    |                                                                                |                                         |                                   |                    |                    |           |
| 12 | 12 | La créature des profondeurs (It Came From The Depths)                          | Juan Jose Meza-Leon                     | Russ Carney et Ron Corcillo       | 15 décembre 2012   | 28 janvier 2013    | 3,46      |
| Après que les tortues aient sauvé un alligator mutant coléreux des Kraang, Mikey s'occupe de lui pour le soigner et devient son ami. Les tortues apprennent que l'alligator, Leatherhead, possède un objet de technologie Kraang qui ne doit jamais leur être rendu. |    |                                                                                |                                         |                                   |                    |                    |           |
| 13 | 13 | Le roi des rats (I, Monster)                                                   | Michael Chang                           | Jase Ricci                        | 25 janvier 2013    | 4 février 2013     | 2,61      |
| Les Tortues doivent sauver la ville et l'esprit de Splinter du Dr Victor Falco, qui est maintenant devenu le terrifiant Roi des rats. |    |                                                                                |                                         |                                   |                    |                    |           |
| 14 | 14 | Une fille mystérieuse (New Girl In Town)                                       | Alan Wan                                | Jeremy Shipp                      | 1er février 2013   | 11 février 2013    | 2,33      |
| Snake-l'Herbe est de retour et enlève des gens. Fatigué de critiques constantes de Raphaël, Leonardo lui laisse le commandement de l’équipe pour combattre leur ennemi. À l'écart du groupe, Leo rencontre une jeune ninja nommée Karai qui tente de l'attirer vers le côté obscur. |    |                                                                                |                                         |                                   |                    |                    |           |
| 15 | 15 | Le plan des Krangs (The Alien Agenda)                                          | Juan Jose Meza-Leon                     | Kenny Byerly                      | 8 février 2013     | 18 février 2013    | 2,42      |
| Leo et Raph se disputent à propos de Karai, car Raph pense qu'il ne faut pas lui faire confiance. Les Tortues jettent leur premier coup d'œil à l'école secondaire d'April quand celle-ci découvre que le projet d’étude de l'ADN a attiré l'attention des Kraangs. Karai apprend l'existence des Kraangs et essaye de faire comprendre l’intérêt qu'ils peuvent représenter à Shredder. |    |                                                                                |                                         |                                   |                    |                    |           |
| 16 | 16 | Le pulvériseur (The Pulverizer)                                                | Alan Wan                                | Russ Carney et Ron Corcillo       | 15 février 2013    | 25 février 2013    | 2,55      |
| Tout en prenant le Shellraiser pour un essai routier, les tortues rencontrent leur premier fan, un adolescent habillé en tortue et se faisant appeler «le pulvériseur". Du côté de Shredder, Baxter Stockman perfectionne enfin une paire de jambes cybernétiques pour Fishface en utilisant la technologie Kraangs. Les Kraangs, eux, sont toujours à la recherche de leur pile à combustible perdue. |    |                                                                                |                                         |                                   |                    |                    |           |
| 17 | 17 | Mystère au T.C.R.I. (TCRI)                                                     | Michael Chang                           | Joshua Sternin et J.R. Ventimilia | 1er mars 2013      | 4 mars 2013        | 2,15      |
| Après le vol de la pile à combustible par les Kraangs, les Tortues, rejointes par Leatherhead, décident de mener un assaut contre la forteresse Kraang locale à New York, couvert sous le nom de société "TCRI". |    |                                                                                |                                         |                                   |                    |                    |           |
| 18 | 18 | Le cafard terminator (Cockroach Terminator)                                    | Juan Jose Meza-Leon                     | Jeremy Shipp                      | 15 mars 2013       | 21 juin 2013       | 2,19      |
| Lorsque Donee présente sa nouvelle invention, un cafard coiffé d'une caméra espion, la surprise s'installe en apprenant que Raph a la phobie des cafard, et qui tente de l'écrabouiller. Mais le cafard, une fois en contact avec du mutagène, semble découvrir un féroce appétit de vengeance contre son persécuteur... |    |                                                                                |                                         |                                   |                    |                    |           |
| 19 | 19 | Le labyrinthe de la peur (Baxter's Gambit)                                     | Alan Wan                                | Jase Ricci                        | 5 avril 2013       | 28 juin 2013       | 2,30      |
| Lassé par les moqueries et les menaces de Fishface et Dogpound, Baxter Stockman décide de se venger en les piégeant avec les Tortues dans une arène spécialement conçue. Les Tortues et les sbires de Shredder devront faire équipe s'ils veulent s'en sortir... surtout pour Raph et Fisface |    |                                                                                |                                         |                                   |                    |                    |           |
| 20 | 20 | Ennemi de mon ennemi (Enemy of My Enemy)                                       | Michael Chang                           | Kenny Byerly                      | 12 avril 2013      | 3 juillet 2013     | 2,31      |
| Percevant les Kraangs comme une sérieuse menace, Karai propose aux Tortues une alliance afin de détruire le nouveau vaisseau furtif des Kraang, en leur fournissant une cargaison de Lance-Roquettes sur le port... Où Shredder en personne réceptionnera la cargaison par son correspondant russe Ivan Steranko. Leo tente de raisonner ses frères, qui envisagent de lui tendre une embuscade. |    |                                                                                |                                         |                                   |                    |                    |           |
| 21 | 21 | La mission de Karaï (Karai's Vendetta)                                         | Juan Jose Meza-Leon et Sebastian Montes | Russ Carney et Ron Corcillo       | 27 avril 2013      | 10 juillet 2013    | 3,05      |
| Se sentant trahie par les Tortues, Karai accepte volontiers de son père la mission de capturer l'amie des Tortues, April O'Neil, tandis que celles-ci partent neutraliser le complexe sous-marin des Kraangs. |    |                                                                                |                                         |                                   |                    |                    |           |
| 22 | 22 | Le retour du Pulvériseur ! (Pulverizer Returns !)                              | Alan Wan                                | Jeremy Shipp                      | 11 mai 2013        | 17 juillet 2013    | 2,78      |
| Le pulvériseur est de retour, engagé dans le clan des Foots, afin d'y faire la taupe. Mais lorsque ce dernier se porte volontaire pour une expérience avec le mutagène, les Tortues vont tenter de le secourir avant qu'il ne sois trop tard... Sans leurs armes, confisquées par Splinter. |    |                                                                                |                                         |                                   |                    |                    |           |
| 23 | 23 | L’œuf (Parasitica)                                                             | Michael Chang                           | Pete Goldfinger                   | 20 juillet 2013    | 24 juillet 2013    | 2,19      |
| Les Tortues retrouvent un œuf dans un appartement abandonnés. Mais depuis que la guêpe mutante qui le protégeait a piqué Leo, ce dernier se comporte bizarrement... |    |                                                                                |                                         |                                   |                    |                    |           |
| 24 | 24 | Une évasion à haut risque (Operation: Break Out)                               | Michael Chang                           | Jase Ricci                        | 27 juillet 2013    | 31 juillet 2013    | 2,15      |
| Donnie réussi à localiser le père d'April, mais pour épater cette dernière, décide de mener son évasion seul. Hélas, il libère en même temps et par inadvertance un dangereux criminel fait prisonnier par les Kraangs. |    |                                                                                |                                         |                                   |                    |                    |           |
| 25 | 25 | L’Affrontement, Partie 1 (Showdown, Part 1)                                    | Juan Jose Meza-Leon et Sebastian Montes | Joshua Sternin et J.R. Ventimilia | 8 août 2013        | 21 octobre 2013    | 3,14      |
| Les Kraangs préparent leur premier assaut massif sur la ville. Les Tortues devront déjouer leurs plans funestes, tandis que Splinter se retrouve à nouveau confronté face à Shredder. |    |                                                                                |                                         |                                   |                    |                    |           |
| 26 | 26 | L’Affrontement, Partie 2 (Showdown, Part 2)                                    | Juan Jose Meza-Leon et Sebastian Montes | Joshua Sternin et J.R. Ventimilia | 8 août 2013        | 21 octobre 2013    | 3,14      |
| Bien que le TCRI ai été complètement détruit, le Technodrone réussi à passer le portail des Kraangs et commence à collecter des humains en tant que cobaye. Les Tortues doivent donc détruire ce vaisseau gigantesque, et délivrer April, livrée en prisonnière pour le compte de Kraang Premier par Shredder. Ce dernier continue son combat contre Splinter, lui apprenant que sa fille est toujours en vie. L'arrivée de Karai sème le doute dans l'esprit de Splinter, qui esquive la confrontation sans achever son rival.                         |    |                                                                                |                                         |                                   |                    |                    |           |